# Ösel (1683)
Ösel var ett svenskt linjeskepp med 56 kanoner, som byggdes 1683 under ledning av skeppsbyggmästaren Tison på Riga skeppsgård. Hon deltog i expeditionen mot Danmark och Livland 1700, skärmytslingen vid Hogland 1713 samt slaget vid Rügen 1715. Fartyget slopades 1718.